# Acanthiza reguloides
La acantiza reguloide (Acanthiza reguloides) es una especie de ave Passeriformes, de la familia Pardalotidae, perteneciente al género Acanthiza. Su nombre común es Buff-rumped Thornbill. Es un ave que habita en Australia.

## Subespecies
- Acanthiza reguloides australis
- Acanthiza reguloides nesa
- Acanthiza reguloides reguloides
- Acanthiza reguloides squamata